# Kaprijke
Kaprijke belga város, amely Flandria régióban, Kelet-Flandria tartományban található. A városi közigazgatási egységhez tartozik a város maga és a szomszédos Lembeke település. Lakossága 6 128 fő, a város teljes területe 33,71 km², népsűrűsége 182 fő/km².

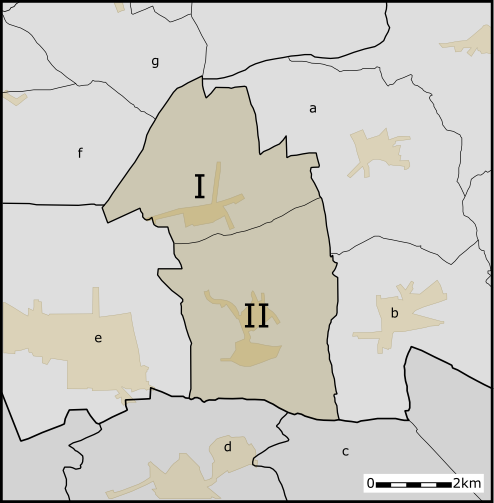
Kaprijke részei. 1:Lembeke és 2:Kaprijke

A "Kaprijke" a gallo-román település, "Capricum" nevéből ered, amelynek jelentése "Caprius földje". A római időkben a város helyőrségi központ volt, amelyre a város közepének négyszögletes elrendezése is utal.
A 14-15. század során a textiliparnak köszönhetően a város felvirágzott, azonban a vallási küzdelmek, és a németalföldi szabadságharc során a textilkereskedők biztonságosabb vidékre települtek. A béke visszatérése után sem virágzott fel a város ipara és a 17-18. század során falusias, mezőgazdaságból élő település lett.
Kaprijke egyik nevezetessége a gyönyörű, 1550-ben épült kastély, a Hof ter Kruisen. A kastély építését 1628-ban fejezték be.
1976-ban Kaprijke várost összevonták a szomszédos Lembeke településsel.
Kaprijke városban született a flamand drámaíró, Dr. Hippoliet van Peene. Van Peene leginkább arról ismert, hogy a "De Vlaamse Leeuw", azaz a flamand himnusz szövegét megírta.

## Híres lakosok
- Roger De Vlaeminck, kerékpárversenyző, a Párizs–Roubaix verseny négyszeres győztese
- Hippoliet Van Peene író (1811-1864), a flamand himnusz, a De Vlaamse Leeuw szövegét írta

## Külső hivatkozások
- Hivatalos weboldal(hollandul)